# Хлоя Сміт
Хлоя Ребекка Сміт (англ. Chloe Rebecca Smith; нар. 17 травня 1982, Ешфорд, Кент, Англія) — британський політик-консерватор, член парламенту з 2009 р.
Вона вивчала англійську літературу в Університеті Йорка. Вона була помічником Бернарда Дженкіна, працювала у Deloitte консультантом з питань управління.
З 2011 по 2012 рр. — економічний секретар Казначейства.
З 2012 по 2013 рр. — парламентський секретар Управління кабінету.
Вона є атеїсткою.